# Richard Spiers

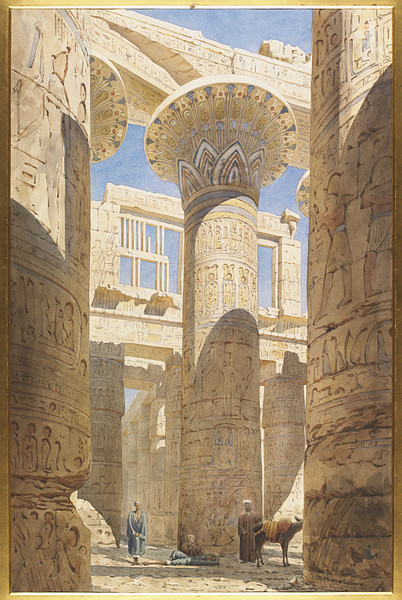
Aquarell Karnac - Große Säulenhalle (1866)

Richard Phené Spiers (* 19. Mai 1838 in Oxford; † 3. Oktober 1916 in London) war ein britischer Architekt und Aquarellmaler.
Spiers studierte zunächst in London und von 1858 bis 1861 in Paris bei Jean-Louis Pascal. Seit seinem Studium stellte er fast jedes Jahr in der Royal Academy in London aus, wo er von 1870 bis 1906 die Architekturschule leitete.

## Werke
Spiers war als Architekt für die Erweiterung der Umberland Hall in Warwickshire und den Umbau und die Erweiterung des Beckett Hospital in Barnsley verantwortlich. Zwei seiner Aquarelle, das eine aus dem Jahr 1884, sind im Victoria and Albert Museum in London ausgestellt.
Schriften (Auswahl)

Spiers veröffentlichte auch mehrere Fachzeitschriften, unter anderem Architect. Drawing und Architecture, East and West.
- Richard Phené Spiers: Architecture East and West: A Collection of Essays Written at Various Times … For the committee of the Spiers testimonial by B. T. Batsford, 1905 (archive.org).
- James Fergusson, Richard Phené Spiers: A history of architecture in all countries, from the earliest times to the present day. 5 Bände. J. Murray, London 1902 (archive.org und archive.org – Band 1 und 2).